# Ferdynand VII w obozie wojskowym

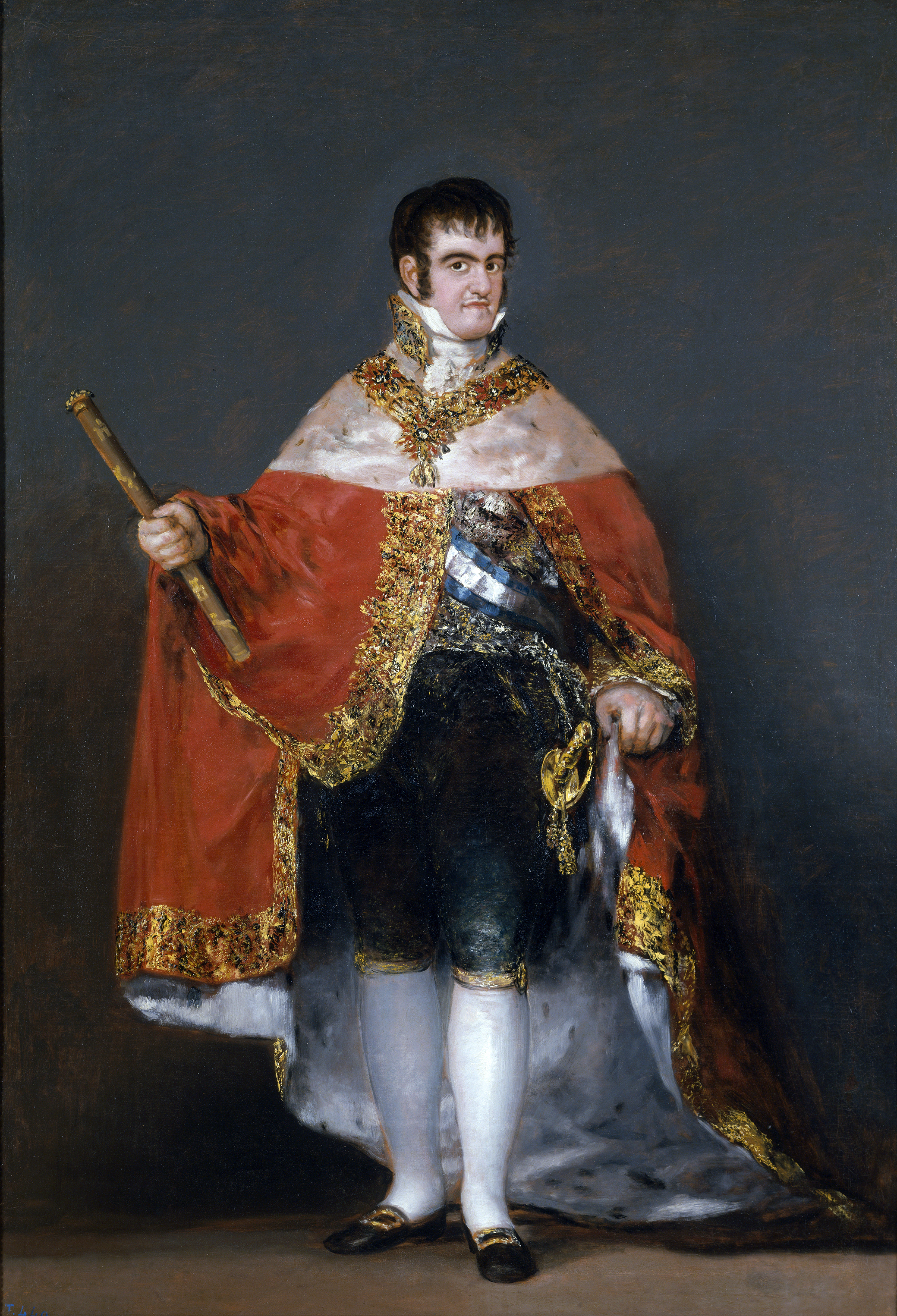
Ferdynand VII w płaszczu królewskim, 1815. Goya wykorzystywał te same szkice do namalowania różnych portretów króla.

Ferdynand VII w obozie wojskowym (hiszp. Fernando VII en un campamento lub Fernando VII con uniforme de generalísimo) – obraz olejny hiszpańskiego malarza Francisca Goi przedstawiający króla Ferdynanda VII. Należy do kolekcji Muzeum Prado w Madrycie.

## Ferdynand VII
Ferdynand VII (1784–1833) był synem hiszpańskiego króla Karola IV Burbona i Marii Ludwiki Burbon-Parmeńskiej. Jako książę i następca nie sprawował żadnej władzy, ponieważ para królewska faworyzowała sekretarza stanu Manuela Godoya i jemu powierzała najważniejsze obowiązki państwowe. Obawiając się o swoją sukcesję, Ferdynand spiskował przeciwko ojcu razem z liberałami przychylnymi Napoleonowi, spisek jednak wykryto, a księcia aresztowano. Również Godoy uważał Francję i Napoleona Bonapartego za sprzymierzeńca, i nie przewidział jego planu zajęcia Hiszpanii i wcielenia jej do cesarstwa. W 1808 roku, kiedy armia francuska zbliżała się do hiszpańskiej stolicy wybuchły gwałtowne zamieszki skierowane przeciwko niepopularnemu i profrancuskiemu Godoyowi. Lud podżegany przez zwolenników księcia Ferdynanda wdarł się do Pałacu w Aranjuez, letniej rezydencji królewskiej. W wyniku tych wydarzeń Karol IV zmuszony był abdykować na rzecz syna 19 marca 1808 roku. Sytuację wykorzystał Napoleon, który zaprosił skłóconą rodzinę królewską do Bajonny, oferując wsparcie w negocjacjach. Na francuskim terytorium zmusił nowo koronowanego Ferdynanda VII do abdykacji na rzecz ojca, który następnie przekazał koronę Napoleonowi na początku maja 1808 roku. Napoleon umieścił na hiszpańskim tronie swojego brata Józefa, który panował od czerwca 1808 do grudnia 1813 roku. Ferdynand VII został uwięziony w Valençay, w tym czasie w Hiszpanii trwała wojna niepodległościowa. Odzyskał wolność i tron w 1813 roku, hiszpański lud witał go z entuzjazmem i nazywał „Upragnionym”. Panował do śmierci w 1833 roku; jego rządy charakteryzowały się powrotem do absolutyzmu i prześladowaniem liberałów i sprzyjających Francuzom.

## Okoliczności powstania
Goya wykonał pierwszy oficjalny portret króla Ferdynand VII na koniu krótko po jego wstąpieniu na tron w 1808 roku. Monarcha zgodził się wtedy na dwie krótkie sesje pozowania, które prawdopodobnie były jedynymi, jakich kiedykolwiek udzielił Goi. W okresie okupacyjnych rządów Józefa Bonapartego w Hiszpanii (1808–1813) Goya unikał obowiązków nadwornego malarza i nie pobierał pensji. Po powrocie Ferdynanda VII na tron w 1814 roku wznowił pracę dla dworu. Młody król preferował neoklasyczny styl innego malarza nadwornego – Vicentego Lópeza Portañi (Portret Ferdynanda VII) i nie zamawiał więcej obrazów u Goi, chociaż do końca życia wypłacano artyście pensję. Różne regionalne instytucje wciąż preferowały starszego malarza i jego styl, nie nadążając za zmianami, które dokonywały się na dworze i w sztuce. Dlatego Goya malował liczne portrety króla na zlecenie na podstawie szkiców, które przed wojną zrobił z natury. W ten sposób powstał m.in. Ferdynand VII w płaszczu królewskim i Ferdynand VII w obozie wojskowym. W zależności od zleceniodawców te szablonowe dzieła różnią się jakością i szczegółami, ale twarz i postura króla są na nich zawsze zbliżone.
Ferdynand VII nie cieszył się sympatią wśród poddanych, z winy jego katastrofalnej w skutkach polityki połączonej z dramatycznymi wydarzeniami wojny niepodległościowej. José Gudiol uważa, że Goya przedstawiał Ferdynanda VII zawsze jako osobę antypatyczną i gburowatą. Ograniczał się do odwzorowania jego twarzy o niewdzięcznych rysach i wyniosłej postawy, cech potęgowanych przez kontrast z bogactwem teatralnych strojów. Po powrocie Ferdynanda VII na tron w 1814 roku rozpoczął okres oskarżeń o kolaborację z Francuzami, przesłuchań i czystek na królewskim dworze. Król przeprowadził w swoim otoczeniu proces „puryfikacji”, któremu poddano również Goyę jako nadwornego malarza. Malarz z pewnością musiał ukrywać swoje liberalne poglądy i profrancuskie sympatie, dlatego malowanie karykaturalnego portretu króla byłoby bardzo niebezpieczne. Możliwe, że współczesne wyobrażenie o pięknie i grotesce nie odpowiada temu z początku XIX wieku, a prześmiewczy efekt nie był zamierzony.
Ferdynand VII w obozie wojskowym został po raz pierwszy wymieniony w katalogu dzieł Muzeum Prado sporządzonym w 1876 roku, jako własność Francisca Javiera Mariátegui (1775–1844), architekta miasta Madrytu i inżyniera wojskowego. Mariátegui podobnie jak Goya był członkiem Królewskiej Akademii Sztuk Pięknych św. Ferdynanda, a w 1831 roku jego córka wyszła za wnuka Goi, Mariana. Mariátegui prawdopodobnie zamówił obraz dla madryckiej Szkoły Inżynierów Dróg, Kanałów i Portów, gdzie portret znajdował się w 1869 roku, zanim trafił do muzeum. Szkoła została założona w 1802 roku przez Karola IV. Funkcjonowała z przerwami wywołanymi wojną niepodległościową i wznowiła działalność w 1814 roku. Studium techniczne wykazało, że twarz króla została dokładnie skopiowana z portretu Ferdynand VII w płaszczu królewskim, dlatego obraz datowany jest na okres 1814–1815 lub późniejszy. W tamtych latach nie prowadzono działań wojskowych uzasadniających obecność króla w obozie, ale militarny charakter inżynierów drogowych, którzy zatwierdzali drogi, kontrolowali fortyfikacje i rysowali mapy, może uzasadnić scenę w tle, która przedstawiałby inżynierów przy pracy. Z drugiej strony Mariategui pracował jako kapitan inżynierów w rządzie Ferdynanda VII w latach 1815–1826. Możliwe, że zamówił obraz dla siebie lub z przeznaczeniem do innego oficjalnego miejsca w pierwszych latach pracy dla króla, co zbiega się z datami powstania pierwszych portretów monarchy.

## Opis obrazu
Król został przedstawiony w całej postaci, w naturalnym krajobrazie. W tle wyróżnia się obóz wojskowy z namiotami na dalszym i końmi na bliższym planie. Monarcha ma na sobie mundur kapitana generała (odpowiednik marszałka): czarny kaftan, białą kamizelkę, żółte spodnie i buty do jazdy konnej. Trzy galony odpowiadające jego wysokiej randze zostały wyhaftowane na mankietach i czerwonej szarfie noszonej w pasie. Na jego piersi widnieją biało-błękitna wstęga i wielki krzyż Orderu Karola III, czerwona wstęga neapolitańskiego Orderu Świętego Januarego, a pod nią niebieska wstęga francuskiego Orderu Ducha Świętego. Order Złotego Runa jest zawieszony na szyi na czerwonej wstędze. W prawej ręce pod pachą trzyma trójgraniasty kapelusz, a lewą opiera się o rękojeść szabli. Według Alfonsa Péreza Sáncheza żołnierska poza króla jest sztywna, a postać wydaje się gburowata i pozbawiona wyrazu. Możliwe, że ten portret ma charakter ironiczny, ponieważ Ferdynand VII nigdy nie brał udziału w żadnej kampanii wojskowej toczącej się podczas wojny o niepodległość, w tym czasie przebywał internowany we Francji. Płótno przypomina inne portrety wojskowe Goi, takie jak Manuel Godoy jako książę Pokoju, gdzie działania militarne są widoczne za niską linią horyzontu.
Spośród podobizn Ferdynanda VII namalowanych przez Goyę ten obraz jest uważany za dzieło wysokiej jakości. Technika jest lekka i precyzyjna, pociągnięcia pędzlem dokładnie modelują postać, a w przypadku koni mają charakter szkicu. Głowa konia po prawej stronie uzyskuje swój białoróżowy kolor dzięki czerwonawemu podkładowi, na który nałożono białą farbę miejscami prześwitującą, a miejscami kryjącą gęstym impastem – zabieg często stosowany przez Goyę. Płynna technika i oszczędność środków jest zbliżona do obrazów Drugi i Trzeci maja 1808 z tego samego roku. Istnieje replika eksponowana w Muzeum Wojska w Madrycie.
W lewym dolnym rogu znajduje się odwrócony podpis malarza: „Goya”. Według Pedra Jesúsa Fernándeza jest to wyraz resentymentu malarza, gdyż żeby przeczytać jego podpis trzeba odwrócić się plecami do wizerunku króla.

## Proweniencja
Obraz znajdował się w siedzibie Szkoły Inżynierów Dróg, Kanałów i Portów w Madrycie. Na mocy królewskiego dekretu z 14 maja 1869 portret trafił do madryckiego Muzeum Trójcy Świętej, którego zbiory włączono do Muzeum Prado w 1872 roku.